# Philipp Karl von Hundheim
Freiherr Philipp Karl oder Carl Philipp von Hundheim oder Hontheim (* vor 1675; † 1737) war ein kaiserlicher Obrist im Spanischen Erbfolgekrieg sowie Oberamtmann, Geheimer Rat und Kämmerer der Kurpfalz.

## Herkunft
Philipp Karl von Hundheim wurde als Sohn des metternichschen Amtmanns von Neckarsteinach geboren. Seine Eltern waren Johann Wilhelm von Hontheim (* 19. Januar 1630; † nach 1685), der dort 1677 und 1685 urkundlich belegt ist, und Maria Elisabeth von Schönberg. Seine Großeltern waren der kurtrierische Geheimrat Johann Wolfgang (von) Hontheim (* 27. April 1588; † 23. Januar 1641) und (⚭ 1626) Margarethe Morbach († 17. Mai 1633).
Freiherr Lothar Friedrich von Hundheim (1668–1723), Oberamtmann, General-Kriegskommissar, Staatsminister („Etatsminister“) und Diplomat der Kurpfalz, war ein älterer Bruder von Philipp Karl. Eine Schwester Johanna Gertrud von Hundtheim war (⚭ vor 1714) mit dem kurpfälzischen Generalmajor Johann Georg von Buchwitz und Buchau († 1739) verheiratet. Die Schwester Marie Agnes von Hundheim († nach 1746) war mit dem hessischen Generalmajor und kurpfälzischen Heidelberger Stadtkommandanten Johann Hermann von Freudenberg verheiratet.
→ Weitere Angaben zu Herkunft und Familie im Artikel Lothar Friedrich von Hundheim.

## Leben
Hundheim erhielt im April 1695 als Kapitänleutnant eine „Kompanie Carabiniers“ anvertraut. 1701 diente er als Major im Regiment zu Pferde Alt-Leiningen des Grafen Wilhelm von Leiningen-Westerburg-Rixingen. 1704 trat er als Oberst in das Dragoner-Leibregiment des Generalmajors Graf Alexander Otto von Velen († 1727) ein. Von 1705 bis 1709, als er abdankte, nahm er unter dem Kommando des kaiserlichen und kurpfälzischen General-Feldzeugmeisters Freiherr Franz Fortunat von Isselbach (1663–1734) und des Feldmarschalls Graf Alexander Otto von Velen am Spanischen Erbfolgekrieg teil. Ein Verwandter, Kapitän N. von Hundheim im Regiment zu Fuß Isselbach, fiel im September 1706 in der Schlacht bei Turin. Im Oktober 1706 meldete der „churpfälzische Obrist von Hundheim“ dem Oberbefehlshaber Prinz Eugen von Savoyen (1663–1736) die Eroberung der Festung Tortona durch Isselbachs Truppen. Im Februar 1707 beklagte Philipp Karl von Hundheim sich bei Prinz Eugen, dass zwei der vier kurpfälzischen Regimenter seit 7 Monaten keinen Sold mehr erhalten hätten. Isselbach gab, als er in die Pfalz zurückreiste, sein Kommando an Oberst Hundheim ab, der die Regimenter Isselbach, Sachsen-Meiningen, Hatzfeld und Velen 1707 im Auftrag Prinz Eugens aus dem Neuburger Raum Richtung Frankfurt am Main führte. Nach seiner Abdankung verzichtete Hundheim auf die Obristen-Stelle beim Carabinier-Regiment des Grafen Alexander Otto von Velen, die 1710 an den Obristen de Folleville übertragen wurde.

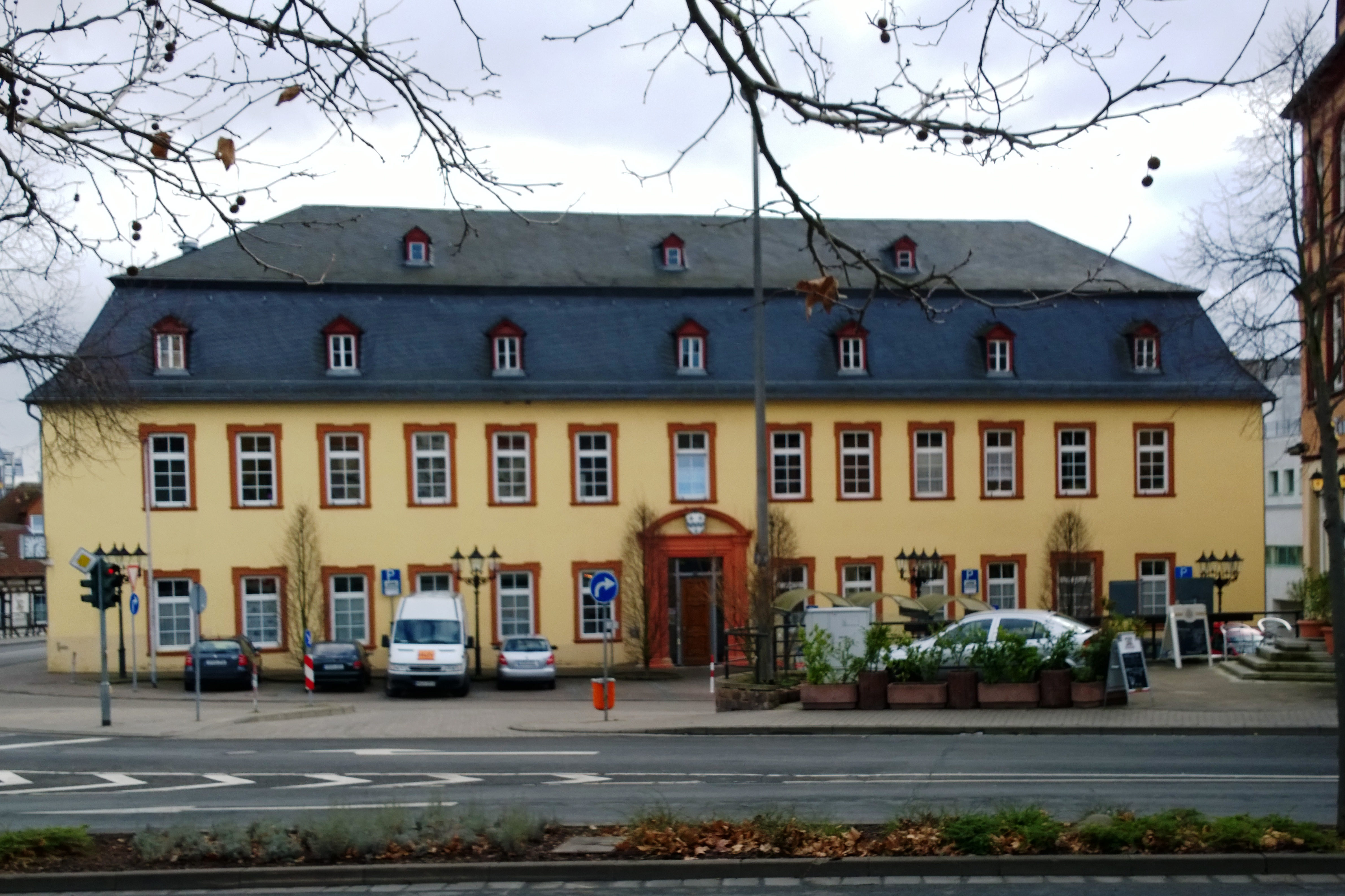
Hundheimer Hof (heute Stadthaus) in Bad Kreuznach, erbaut von Philipp Karl von Hundheim

1710 wurde Philipp Karl von Hundheim kurpfälzischer Amtmann zu Dilsberg und folgte seinem Bruder von etwa 1711 bis 1721 als Oberamtmann von Kreuznach nach. Von 1710 bis 1714 besaß Karl Philipp von Hundheim das Rittergut (Edinger Schlösschen) und das Nothische Gut zu Edingen, die er für 16.700 Gulden an den kurpfälzischen Kommandanten der Veste Otzberg Wilhelm von Deichmann verkaufte. Der Mainzer Erzbischof Lothar Franz von Schönborn verkaufte ihm 1712 für 16.000 Gulden seinen Privatbesitz in Mainz und bei Kreuznach, darunter ein Viertel von Mandel. Es handelte sich bei diesem Viertel um ein Lehen von Nassau-Saarbrücken aus deren Herrschaft Kirchheim. Über die Baulast an der evangelischen Kirche und dem Pfarrhaus in Mandel sowie über das katholische Koexerzitium kam es zu Differenzen mit den Mit-Kondominatsherren von Koppenstein.
1713 wurde Philipp Karl von Hundheim Geheimer Rat und Kämmerer der Kurpfalz. Er legte 1715 im Namen des Landesherrn Kurfürst Johann Wilhelm von der Pfalz den Grundstein für ein neues Oberamtshaus in Kreuznach. Zu diesem Anlass wurde eine Medaille geprägt mit den Umschriften
NO(m)I(n)E • IOAN(nis) • WILH(elmi) : ELECT(oris) : PAL(atini) : A(nn)o : 1715 • 25 Aug(usti) *
(= Im Namen von Johann Wilhelm, des Kurfürsten von der Pfalz, im Jahre 1715 am 25. August)
und
L(iber) • B(aro) • CARL • AB • HVNDHEIM • CONS(iliarius) : INT(imus) : CAM(erarius) ARCHISAT(rapa) : CRVC(enacensis) : ME • POSVIT *
(= Freiherr Carl von Hundheim, Geheimrat, Kämmerer, Oberamtmann von Kreuznach, hat mich gelegt).
Das neue kurpfälzische Oberamtshaus von 1715, das an das Sengersche Burghaus (früher: Eltzer oder Blittersdorfischer Hof in der Säugass, heute: Magister-Faust-Gasse 25) anstieß, ist nicht identisch mit dem von ihm selbst erbauten und bewohnten Hundheimer Hof (Hochstraße 48), der an der Stelle des alten Oberamtshauses errichtet wurde. Im November 1715 erwarben Karl Philipp von Hundheim und seine Frau für 400 Gulden 5 Morgen Feldgüter in und um Kreuznach von dem Wild- und Rheingrafen Karl von Dhaun (1675–1733).

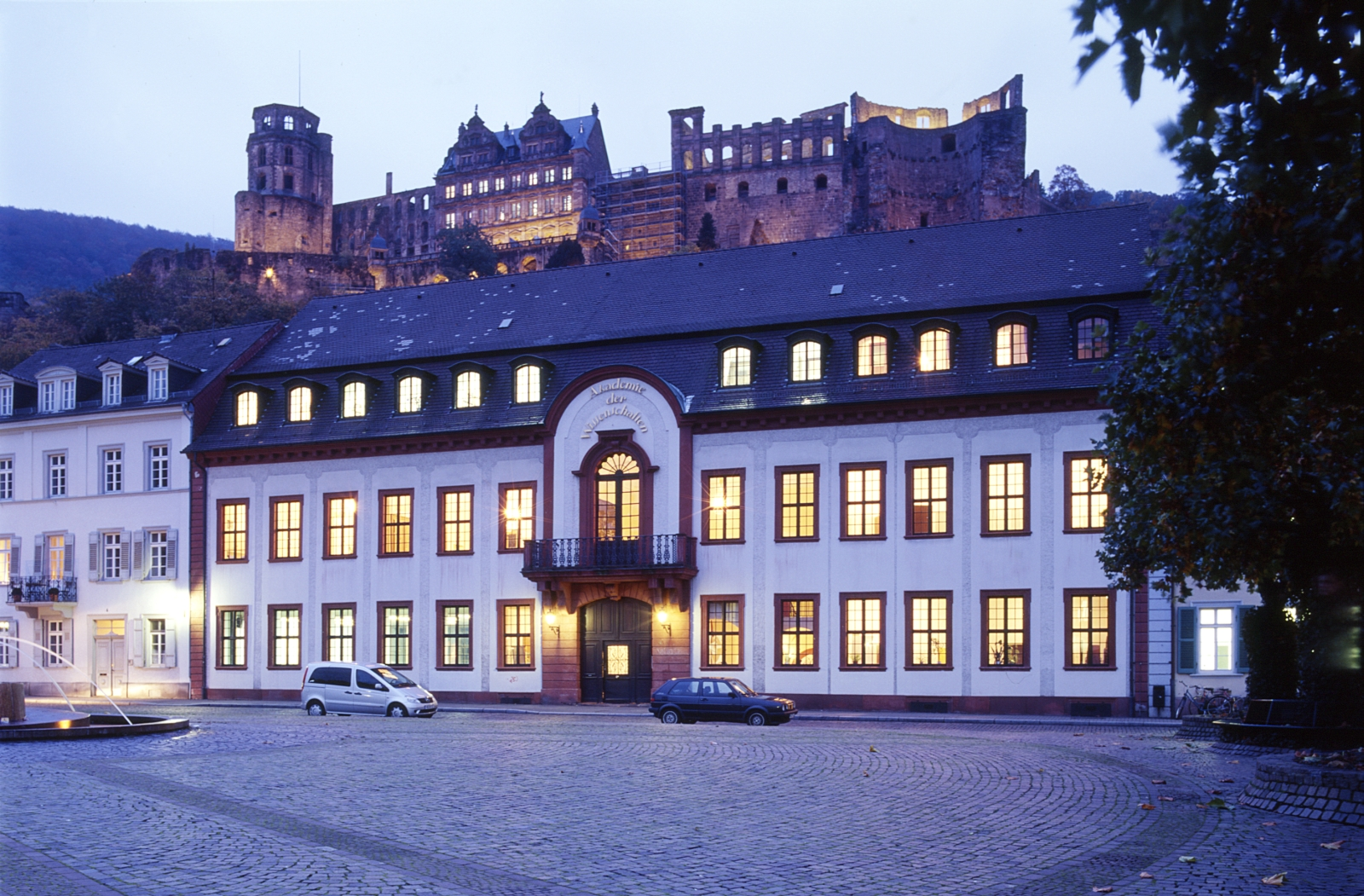
Ehemaliges „Palais Hundheim“, heute „Großherzogliches Palais“ in Heidelberg, 1717–19

1713/14 kaufte Philipp Karl von Hundheim verschiedene einander benachbarte Grundstücke in Heidelberg und ließ dort ab 1717 von Louis Remy de la Fosse das „Palais Hundheim“ erbauen (heute: Großherzogliches Palais, Sitz der Heidelberger Akademie der Wissenschaften). Bereits 1718 verkaufte er den Rohbau des erst 1719 fertiggestellten Gebäudes an Adamo (Amandus) Ernst von der Sachs weiter.
Der kurpfälzische Kriegsrat Philipp Carl von Hundheim, Oberamtmann zu Kreuznach, und sein Bruder Lothar Friedrich wurden 1721 in die Oberrheinische Reichsritterschaft aufgenommen. 1734 pachtete Philipp Karl von Hundheim in Kreuznach von Brandenburg-Preußen den „Preußischen Hof“ (ehemaliger „Pfalz-Simmernscher Hof“), der 1739 von seiner Witwe an Johann Wilhelm Carmer (* 1687; † nach 1735) – den Vater von Johann Heinrich von Carmer – abgetreten wurde.

## Familie
Karl Philipp von Hundheim war mit Anna Elisabeth Euphrosine (Rosina) Freiin von Russwurm (* 13. Februar 1692 in Ettmannsdorf nun Schwandorf; † nach 1750) aus der landständischen Pfalz-Neuburger Familie Rußwurm zu Haselbach und Ettmannsdorf verheiratet, Tochter von Freiherr Wenzel Peter von Russwurm zu Ettmannsdorf († 1699), Truchseß und Pfleger zu Hemau, und (⚭ 1679) Gräfin Rosina Sophia von Kreith († nach 1728) auf Guteneck.
Ihre Söhne waren:
- Freiherr Franz Philipp von Hundheim, 1743 bis 1765 Oberamtmann zu Kreuznach,[29][30] führte in den 1750er Jahren vor dem Reichskammergericht einen Wechselprozess gegen drei Schultheißen des Grafen (Georg III.) Ernst Ludwig von Leiningen-Westerburg (1718–1765), die sich fälschlich als Selbstschuldner ihres Herrn darstellten,[31]
- Fortunatus von Hundheim,
- Ludwig Anton von Hundheim,
- Gottfried Albert von Hundheim.

## Wappen

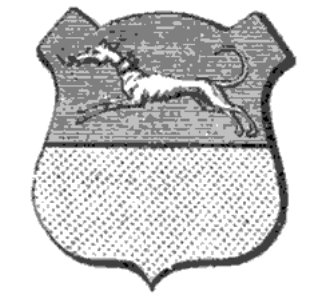
Wappen der Familie von Hundheim

Blasonierung: In einem quergeteilten Schild oben ein springendes Windspiel mit goldenem Halsband in Blau, unten ein leeres goldenes Feld.
Dem kurtrierischen und fürstbischöflich speyerischen Rat Johann Wolfgang Hontheim (1588–1641), Amtmann zu Dagstuhl – Philipp Karls Großvater – wurde 1622 und 1627 in Wien von Kaiser Ferdinand II. dieses Wappen bestätigt und der Adelsstand mit dem Prädikat „von“ verliehen.